# 瀧文庫
瀧文庫（たきぶんこ）は、1915年（大正4年）から1927年（昭和2年）まで愛知県丹羽郡古知野町大字東野字河原（現・江南市東野町河原）に存在した私立図書館である。繊維商社の株式会社滝兵商店（現・タキヒヨー）によって運営された。1933年（昭和8年）には瀧文庫の蔵書が滝実業学校（現・滝中学校・高等学校）に引き継がれた。その後瀧文庫の建物は地区公民館の瀧会館（たきかいかん）として使用された。建物は現存しているが文化財指定はされていない。

## 歴史

### 瀧文庫の設立
| 瀧文庫の閲読者数 | 瀧文庫の閲読者数 | 瀧文庫の閲読者数 | 瀧文庫の閲読者数 | 瀧文庫の閲読者数 |
| ---------------- | ---------------- | ---------------- | ---------------- | ---------------- |
| 年               |                  |                  |                  | 人               |
| 1916             | 1916             |                  | 3,659            | 3,659            |
| 1917             | 1917             |                  | 6,064            | 6,064            |
| 1918             | 1918             |                  | 6,190            | 6,190            |
| 1919             | 1919             |                  | 5,124            | 5,124            |
| 1920             | 1920             |                  | 4,483            | 4,483            |
| 1921             | 1921             |                  | 5,110            | 5,110            |
| 1922             | 1922             |                  | 4,739            | 4,739            |
| 1923             | 1923             |                  | 4,174            | 4,174            |
| 1924             | 1924             |                  | 4,149            | 4,149            |

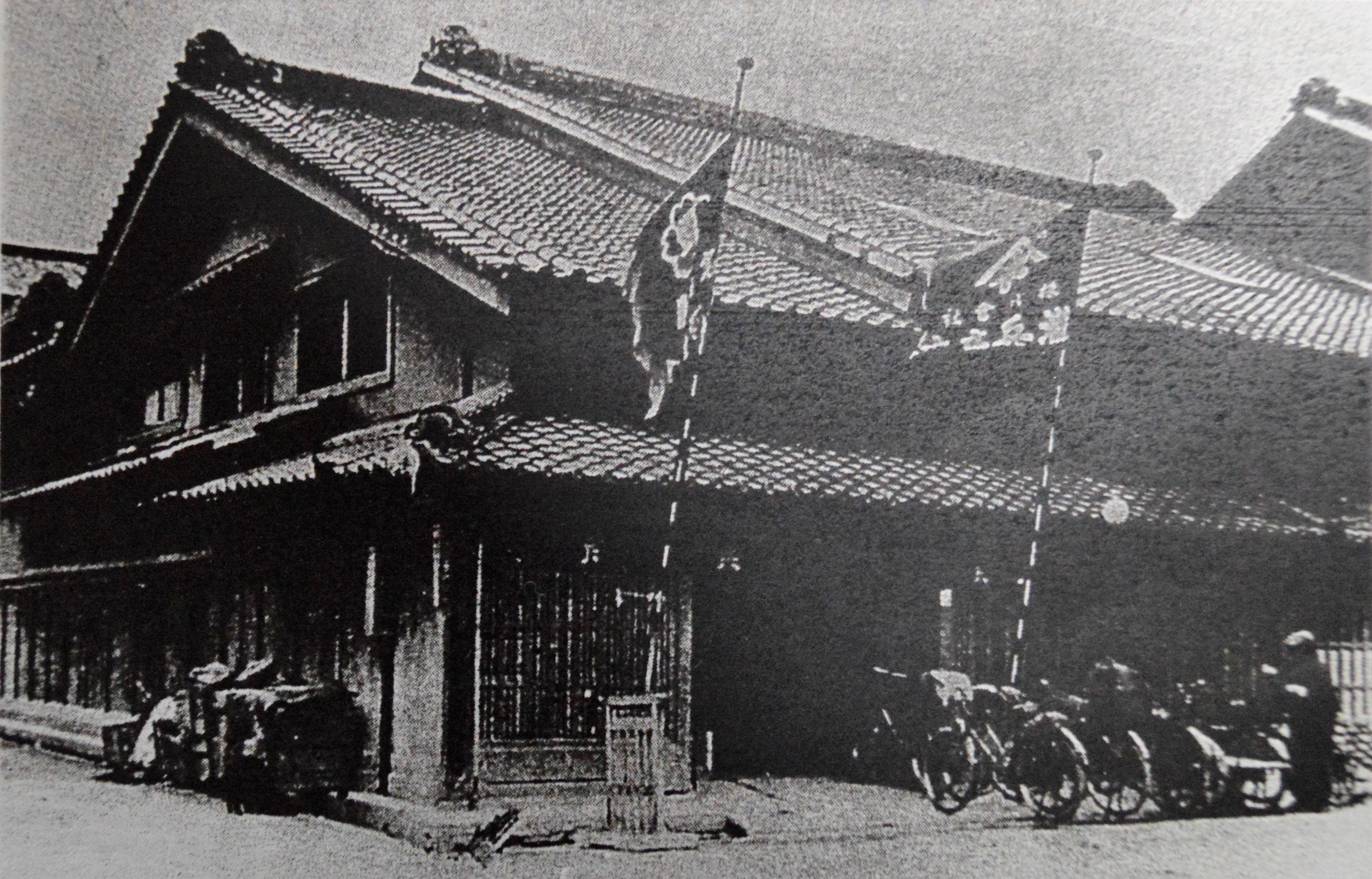
明治時代の滝兵商店

株式会社滝兵商店（現・タキヒヨー）の5代目社長だった瀧信四郎は社会公益事業の実施に積極的であり、1915年（大正4年）には私立図書館の瀧文庫を、1924年（大正13年）には滝実業学校（現・滝中学校・高等学校）を設立している。
瀧信四郎は1914年（大正3年）春に瀧文庫の創設に着手した。丹羽郡古知野町大字東野字河原にあった旧宅の土地を瀧文庫に転用し、自らの蔵書を中心にして新たに購入した図書を加えている。1915年（大正4年）11月に建物が竣工し、同年12月に瀧文庫が開館した。初代主幹は纐纈庫三郎。当時は日本全国に大正天皇の御大典を記念した公立/私立図書館が建てられており、瀧文庫も御大典を記念して設立された図書館だった。愛知県の私立図書館としては、幡豆郡西尾町の岩瀬文庫、名古屋市東区の名古屋公衆図書館とともに「三大私立図書館」に数えられた。瀧文庫は古知野町市街地の西はずれにあり、利用者は少なかった。

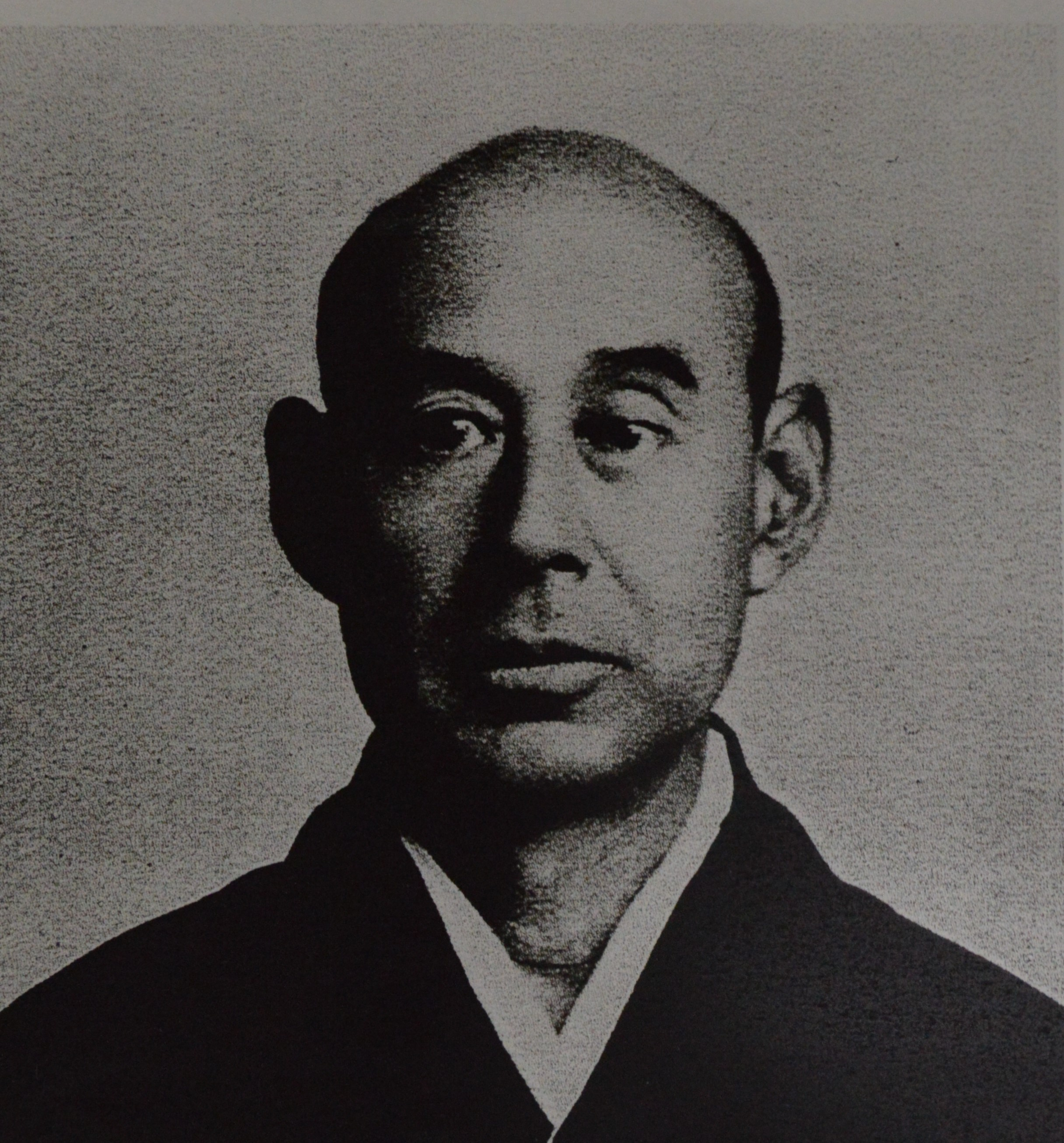
瀧文庫創設者の瀧信四郎
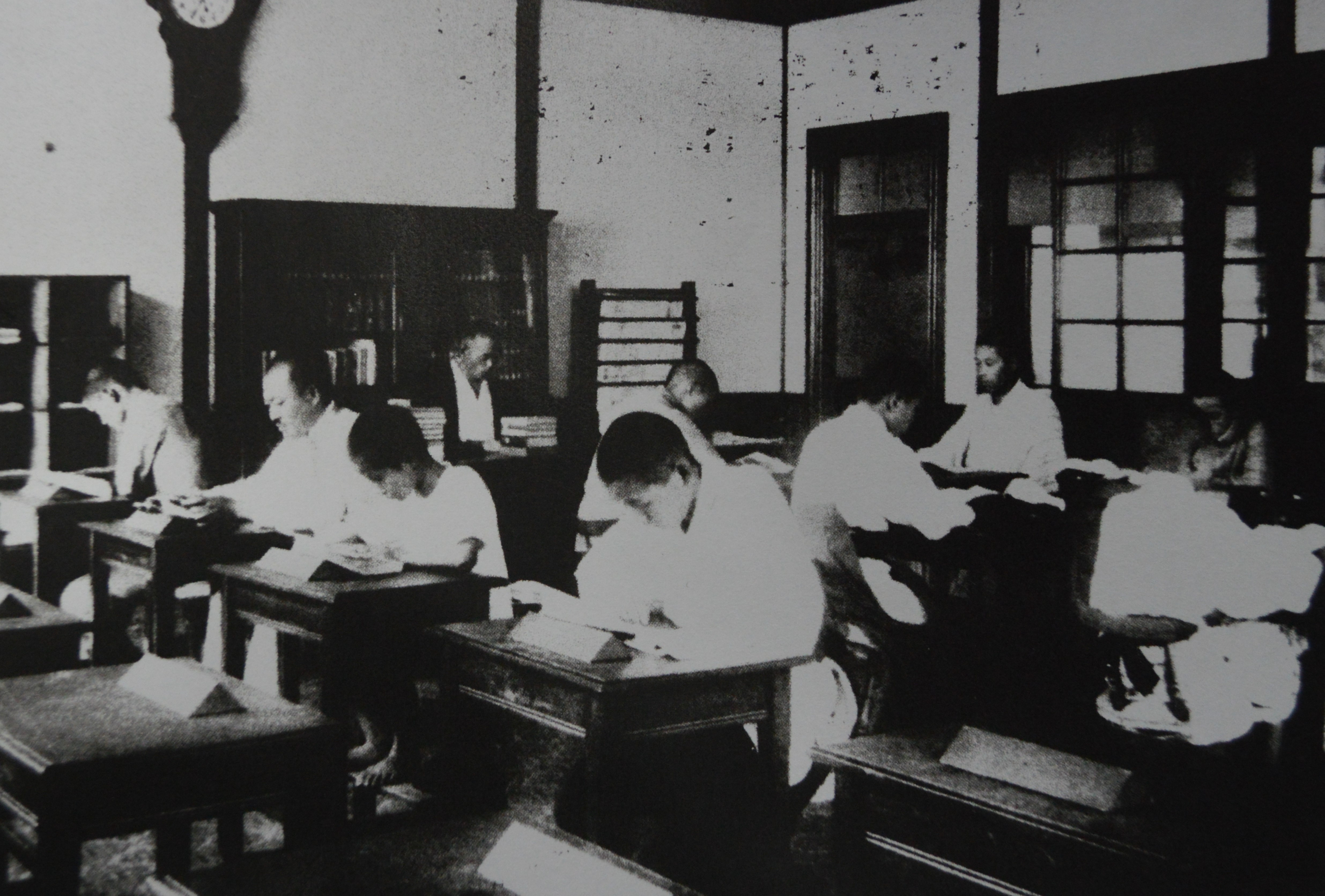
1928年の瀧文庫
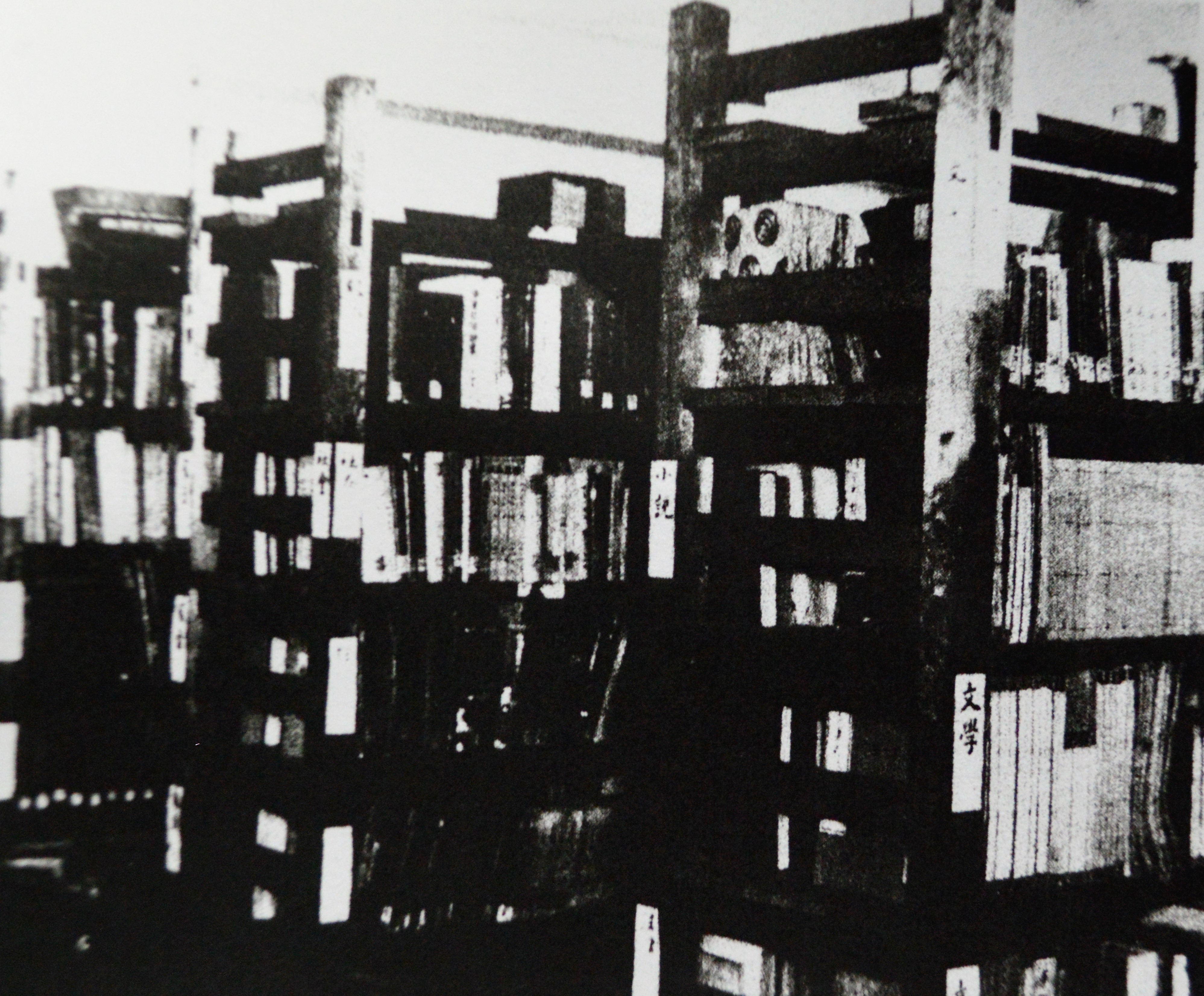
瀧文庫の書架
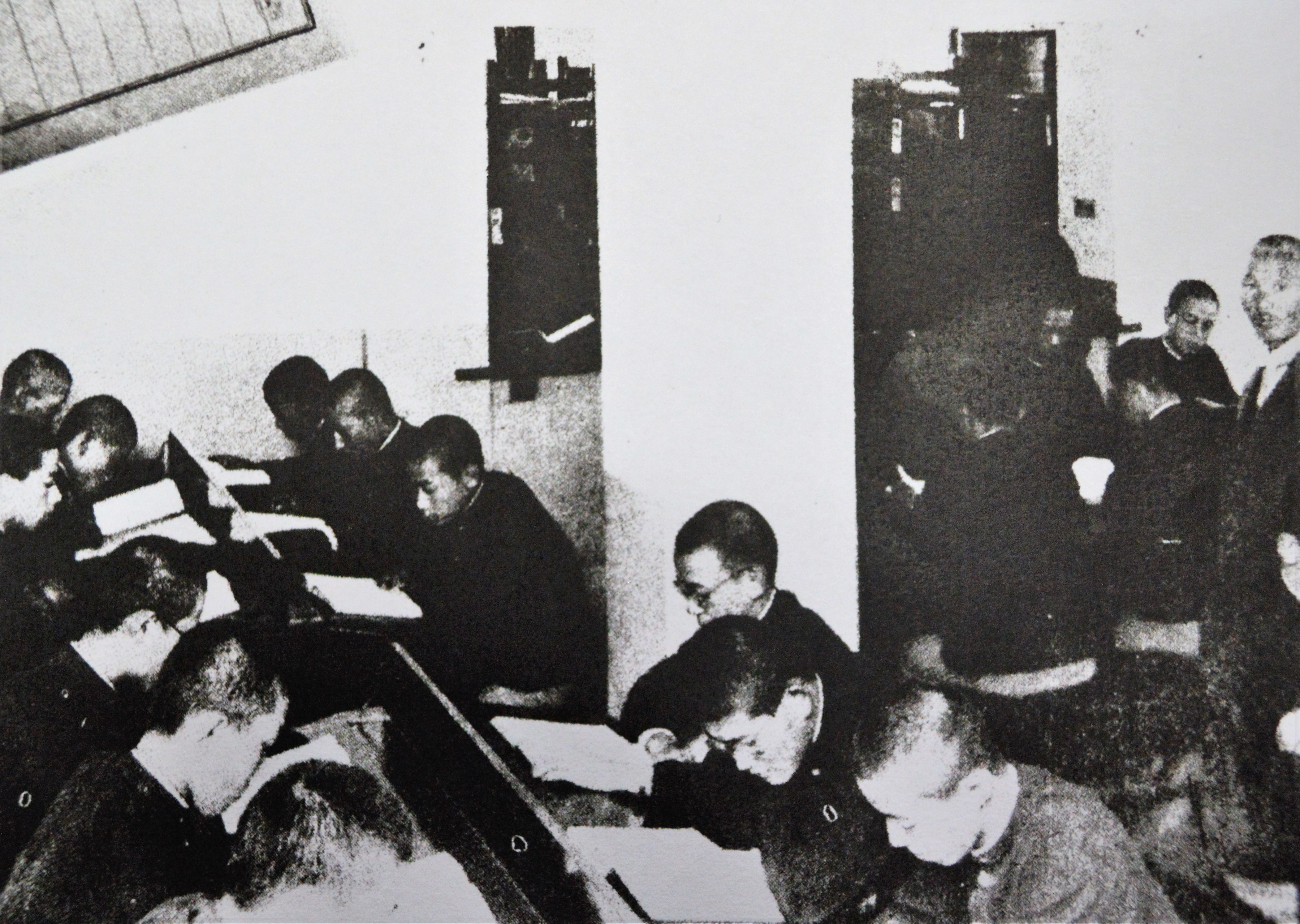
瀧文庫の閲覧席

### 図書室、附属図書館への移行

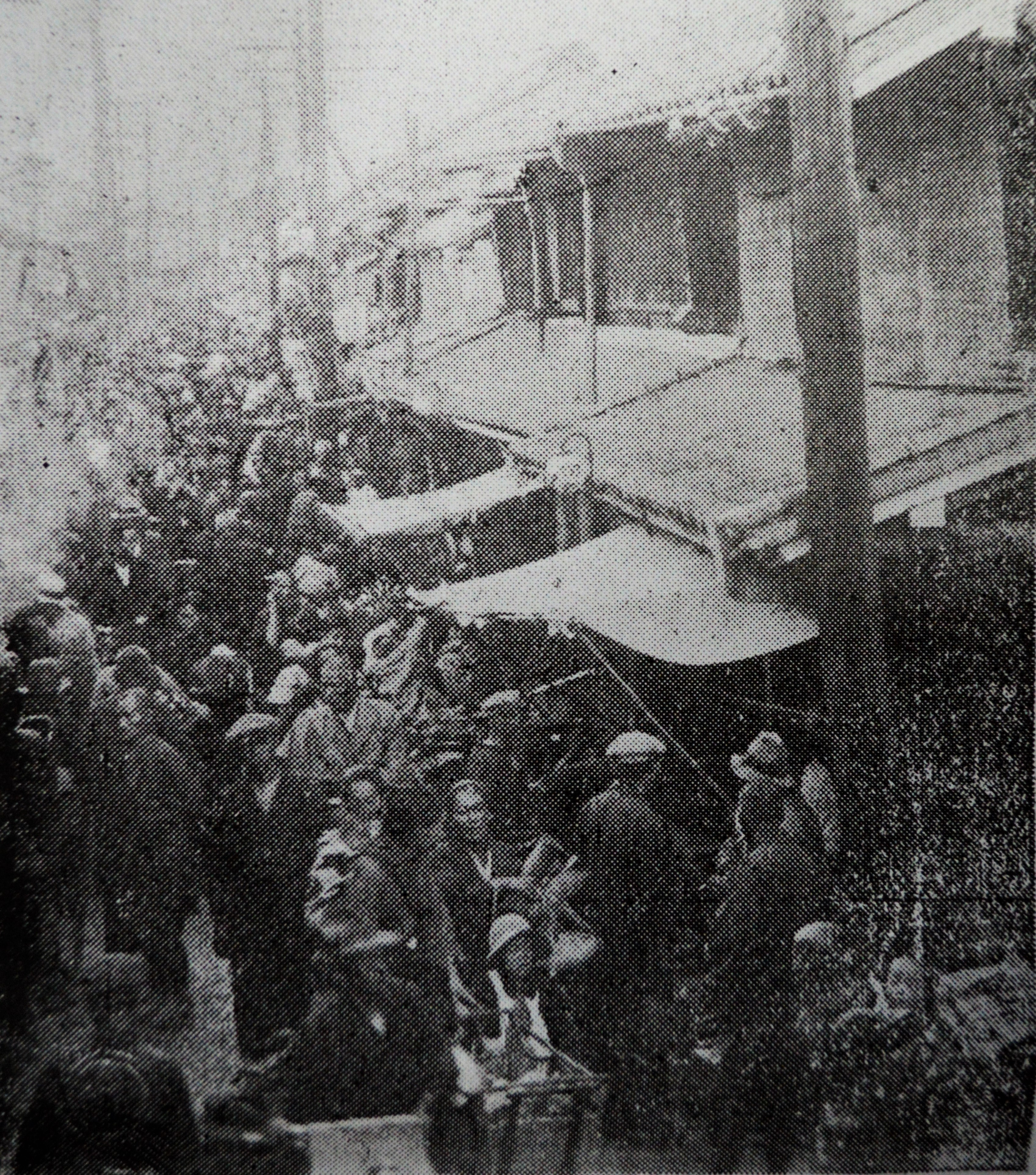
1934年の古知野市場

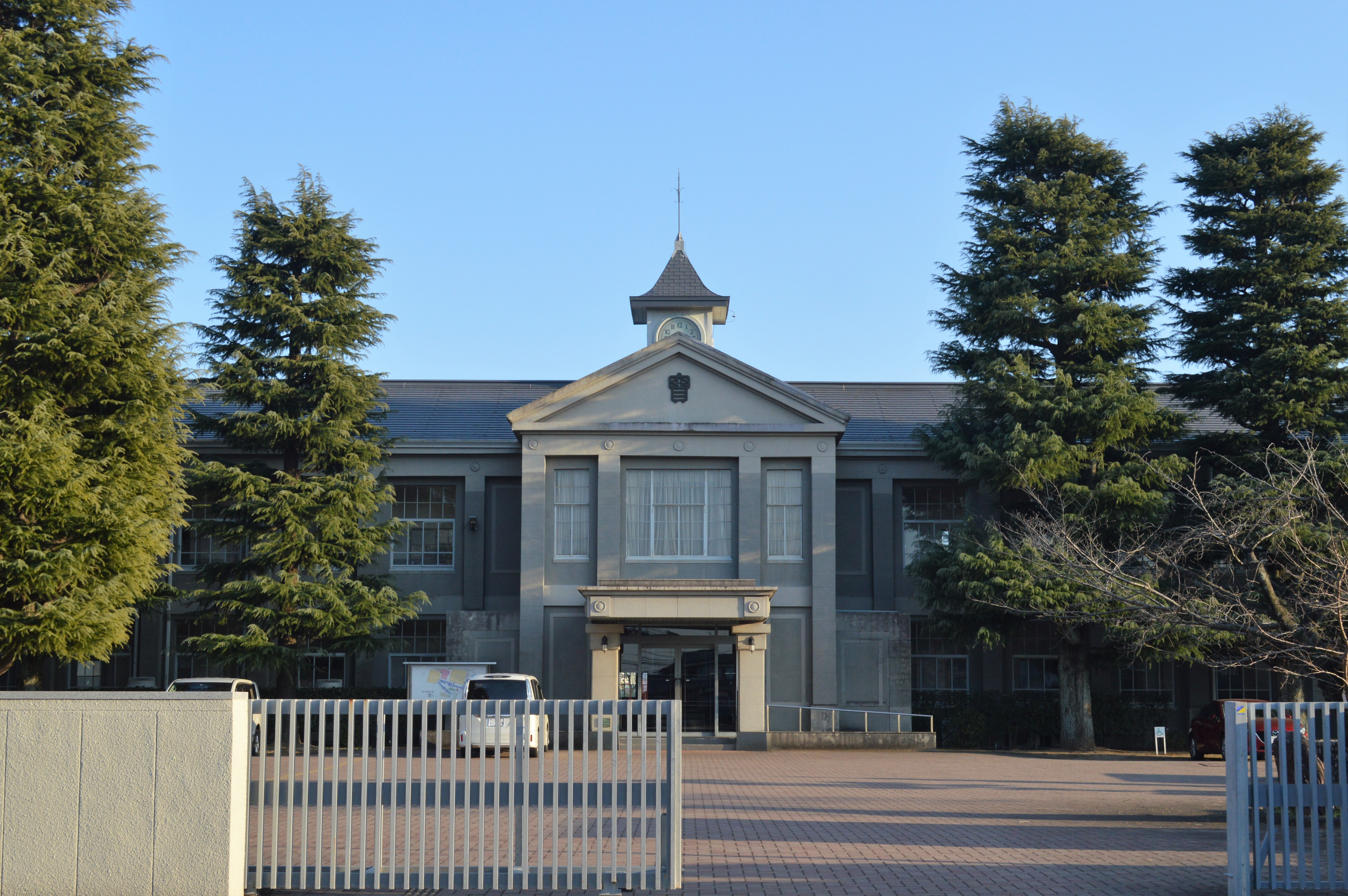
滝学園本館

1926年（大正15年）4月には滝実業学校（現・滝中学校・高等学校）が開校し、瀧文庫は滝実業学校附属文庫となった。利用者が少なかったことも移行の一因である。1927年（昭和2年）には櫻井勘兵衛が2代目主幹となっており、10月には瀧文庫の蔵書の一部が滝実業学校内の図書室に移された。図書室の閲覧室は38坪、書庫は20坪であり、1927年時点の蔵書数は9,505冊だった。愛知県図書館協会は「地方現存の私立図書館としては岩瀬文庫とともに最もすぐれたるものにして、将来滝実業学校校舎完成のうえは、さらに独立の図書館建築の計画あり」としている。
1926年には図書館に先んじて滝実業学校本館が完成していたが、1933年（昭和8年）12月には滝実業学校附属図書館が竣工し、瀧文庫の蔵書は全面的に滝実業学校の管理下となった。主な閲覧者は滝実業学校の生徒であり、休日や縁日などには多少ながら生徒の他にも閲覧者があった。1927年以降には芦原慧明が蔵書の管理にあたっており、1938年（昭和13年）には瀧文庫の蔵書すべてが附属図書館に移された。

### 滝会館への転用と建物の保存活動
瀧文庫の建物は地区公民館の滝会館となり、2000年代初頭まで使用されたが、老朽化のために現在は原則として立入禁止となっている。天井や壁の一部は崩れており、庭園部分は荒れ放題となっている。2017年には江南市歴史勉強会や近隣住民が保存活動に乗り出し、3月中旬には庭の清掃作業を行った。同年には「旧瀧文庫の保存を目指す市民の会」が設立され、建物の保存に向けた活動を行っている。

## 特色

### 図書館として

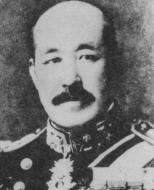
講演会を行った八代六郎海軍大将

滝中学校・高等学校から東に600m、瀧信四郎の本宅があった約3,200m2の敷地内に建てられた。倫理哲学・家政・産業・医学・語学・伝記・小説・子ども向けの本など、幅広い分野の約1万冊を所蔵し、私立図書館として地元住民に開放していた。著名人を招いて講演会を行うことがあり、海軍大将の八代六郎や教育者の棚橋絢子などを招いたことがある。
1925年時点で1年間の経常予算は1,200円、うち図書購入費は500円であり、維持費として基本財産金20,000円を有していた。同時点での蔵書数は和漢書が1,987冊、洋書が12,963冊だった。1933年刊行の『古知野町の一般』は蔵書数が約20,000冊であるとし、「和漢東西の珍書大冊が集められている」と書いている。もっとも蔵書が多い時期には約35,000冊があったとされる。

### 建築物として
水色の外壁が特徴的な木造平屋建の建物であり、講演室、書庫、男女別の閲覧室、事務室などを備えていた。部屋の一つはシャンデリアのような洋風照明のある畳部屋である。
愛知県文化財保護室は瀧文庫の建物自体の価値を認めており、また実業家が資材を投じて教育や人材育成を行った点にも歴史的意義があるとしている。1926年建設の滝学園本館（2001年登録）、1933年建設の滝学園講堂（2001年登録）、1933年建設の滝学園図書館（2017年登録）は、それぞれ国の登録有形文化財に登録されているが、瀧文庫は登録有形文化財に登録されたり指定文化財に指定されたりはしていない。